# Diglossa
Diglossa – rodzaj ptaków z podrodziny haczykodziobków (Diglossinae) w rodzinie tanagrowatych (Thraupidae).

## Zasięg występowania
Rodzaj obejmuje gatunki występujące w Meksyku, Ameryce Centralnej i Południowej.

## Morfologia
Długość ciała 11–17,3 cm; masa ciała 6–25 g.

## Systematyka

### Etymologia
- Diglossa: gr. διγλωσσος diglōssos ‘dwujęzykowy, mówiący dwoma językami’, od δι- di- ‘podwójny’, od δις dis ‘dwukrotny’, od δυο duo ‘dwa’; γλωσσα glōssa ‘język’. Haczykodziobki mają język dostosowany do jedzenia nektaru[6].
- Agrilorhinus: najpewniej błędna pisownia nazwy powstałej z połączenia gr. αγκυλη ankulē ‘hak’ oraz ῥις rhis, ῥινος rhinos ‘nos’[7]. Gatunek typowy: Agrilorhinus sittaceus Bonaparte, 1838 (= Serrirostrum sittoides d’Orbigny & Lafresnaye, 1838).

### Podział systematyczny
Do rodzaju należą następujące gatunki:
- Diglossa glauca P.L. Sclater & Salvin, 1876 – haczykodziobek jednobarwny
- Diglossa caerulescens (P.L. Sclater, 1856) – haczykodziobek modry
- Diglossa cyanea (Lafresnaye, 1840) – haczykodziobek maskowy
- Diglossa melanopis von Tschudi, 1844 – haczykodziobek peruwiański
- Diglossa indigotica P.L. Sclater, 1856 – haczykodziobek indygowy
- Diglossa sittoides (d’Orbigny & Lafresnaye, 1839) – haczykodziobek rdzawobrzuchy
- Diglossa baritula Wagler, 1832 – haczykodziobek cynamonowy
- Diglossa plumbea Cabanis, 1861 – haczykodziobek śniady
- Diglossa gloriosissima Chapman, 1912 – haczykodziobek epoletowy
- Diglossa lafresnayii (Boissonneau, 1840) – haczykodziobek lśniący
- Diglossa mystacalis Lafresnaye, 1846 – haczykodziobek wąsaty
- Diglossa duidae Chapman, 1929 – haczykodziobek łuskowany
- Diglossa major Cabanis, 1849 – haczykodziobek duży
- Diglossa albilatera Lafresnaye, 1843 – haczykodziobek białoboczny
- Diglossa venezuelensis Chapman, 1925 – haczykodziobek wenezuelski
- Diglossa brunneiventris Lafresnaye, 1846 – haczykodziobek czarnogardły
- Diglossa carbonaria (d’Orbigny & Lafresnaye, 1839) – haczykodziobek szarobrzuchy
- Diglossa gloriosa P.L. Sclater & Salvin, 1871 – haczykodziobek ciemny
- Diglossa humeralis (Fraser, 1840) – haczykodziobek czarniawy